# Chortarolimni
Chortarolimni är en sjö i Grekland. Den ligger i den östra delen av landet, 250 km nordost om huvudstaden Aten. Chortarolimni ligger 5 meter över havet. Den ligger på ön Lemnos. Trakten runt Chortarolimni består till största delen av jordbruksmark.